# Keb' Mo'
Kevin Roosevelt Moore, dit Keb' Mo' (né le 3 octobre 1951 à Los Angeles), est un chanteur et guitariste de blues américain. Il a remporté plusieurs Grammy Award du meilleur album de blues contemporain.

## Biographie
Keb' Mo' était avant tout un acteur de théâtre même s'il pratiquait la musique depuis son adolescence, essentiellement du calypso et du folk acoustique sous l'influence d'un de ses oncles folk singer. Il interprète de petits rôles dans différentes pièces et lorsqu'en 1991, incarnant un musicien d'autrefois dans quelques scènes, il joue des mesures de guitare et est aussitôt repéré par les commerciaux de chez Sony. Il enregistre alors un album éponyme, comprenant deux reprises de Robert Johnson.

## Discographie

### Albums
- 2022 - Good to be...  (Rounder Records)
- 2019 - Oklahoma (Concord Records)
- 2017 - TajMo (en), en collaboration avec Taj Mahal, Grammy Award du meilleur album de blues contemporain en 2018
- 2016 - Keb' Mo' Live – That Hot Pink Blues Album
- 2014 - BLUESAmericana (Kind of blues music), Genre : Blues contemporain
- 2011 - The Reflection (Yolabelle International), Genre : Jazz & Blues
- 2006 - Suitcase (Red Ink), Genre : Jazz & Blues
- 2004 - Peace...Back by Popular Demand (Sony), Genre : Jazz & Blues
- 2004 -  Keep It Simple (Epic / Okeh / Sony), Grammy Award du meilleur album de blues contemporain en 2005, Genre : Jazz & Blues
- 2001 - Big Wide Grin (Sony / Sony Wonder), Genre : Jazz & Blues
- 2000 - The Door (Okeh), Genre : Jazz & Blues
- 1998 - Slow Down, Grammy Award du meilleur album de blues contemporain en 1999, Genre : Jazz & Blues
- 1996 - Just Like You, Grammy Award du meilleur album de blues contemporain en 1997, Genre : Jazz & Blues
- 1994 - Keb Mo, Genre : Jazz & Blues
- 1980 - Rainmaker, (Casablanca), sous son vrai nom de Kevin Moore, Genre : Soul

### Compilations
- 2000 - Sessions at West 54th : Recorded Live in New York (Sony, Okeh / Epic) Genre : Jazz & Blues
- 2002 - Slow Down / The Door (Sony Music Entertainment) Genre Jazz & Blues

### Autres contributions
- 2003 - Martin Scorsese Presents … The Blues : Keb Mo
- 2007-2008 - Playing for change … Songs around the world: One love/ Better man